# Phytomyza esakii
Phytomyza esakii är en tvåvingeart som beskrevs av Mitsuhiro Sasakawa 1955. Phytomyza esakii ingår i släktet Phytomyza och familjen minerarflugor. Inga underarter finns listade i Catalogue of Life.